# Kamenná Hlava
Kamenná Hlava (německy Steinköpfelhäuser) je zaniklá šumavská osada v okrese Prachatice, 1,5 km jihozápadně od osady České Žleby a severozápadně od obce Stožec. Nachází se na osluněných pastvinách na jižních svazích hory Žlebský vrch (1080 m), v nadmořské výšce 950 m. V údolí pod Kamennou Hlavou prochází česko-bavorská hranice. Osada byla tvořena roztroušenou zástavbou dvorů podél cesty s obdělávanými políčky. Název osada dostala podle seskupení balvanů ve tvaru lidské hlavy.

## Historie
První zmínka o osadě pochází z roku 1795. Z historických záznamů je známo, že ještě v roce 1930 ve vsi žilo 88 obyvatel v šestnácti staveních.
Po zřízení hraničního pásma v 50. letech 20. století bylo zbylé obyvatelstvo vystěhováno a domy zbořeny – osada zanikla v roce 1956, kdy se završilo vysidlování pohraničí započaté po 2. světové válce.

## Současnost

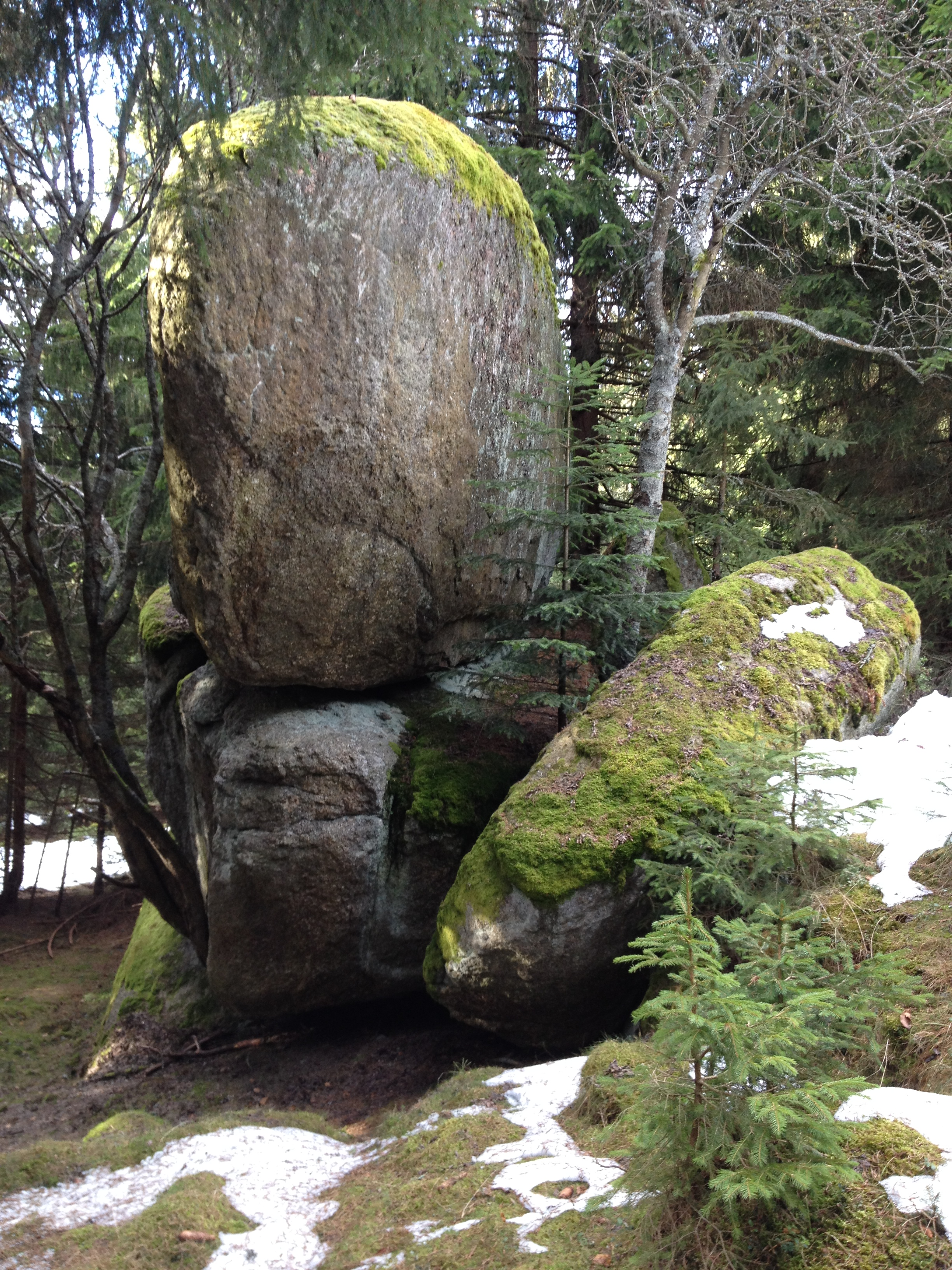
Skalní útvar, jenž dal vsi jméno

V současnosti se v prostoru bývalé osady nacházejí pouze zarostlé základy a rozvaliny původních stavení a ovocné stromy a keře. U cesty osadu připomíná pamětní deska s daty vzniku a zániku vsi umístěná na jednom z balvanů. U pomníku zaniklé osady je vybudované posezení s informační tabulí naučné stezky Zlatá stezka – 8. zastavení.
V roce 2013 vybudovala Správa NP Šumava na severním okraji zaniklé osady u cesty z Českých Žlebů dřevěnou vyhlídkovou věž, z níž se otevírá výhled k východu na horu Stožec se Stožeckou skálou, údolí Studené Vltavy s roztroušenými domy obce Stožec, hřeben Trojmezenské hornatiny s Třístoličníkem a Plechým a při výborné dohlednosti jsou vidět i Alpy.